# 格陵蘭簽證政策
格陵兰是隶属于丹麦王国的自治地区，访问格陵兰需要取得一个签证，格陵兰对部分国家实施免签证待遇。

## 签证政策地图

格陵兰
自由移动
免签证（90天）
需要签证

## 免签证

### 自由移动
北欧五国（丹麦、挪威、瑞典、芬兰、冰岛）的公民可以不受限制地出入格陵兰，并可自由在格陵兰生活及工作。

### 短期停留
欧盟申根区内的其他国家，以及获得欧盟申根区免签证待遇的其他国家公民访问格陵兰也无需申请签证，最长可停留90天，但因格陵兰不属于欧盟及申根区，这些人不能在格陵兰居留。除外上述国家的其他旅客即便获得申根区签证，也不能用来进入格陵兰。前往格陵兰的签证可以通过丹麦的领事机构取得，前往格陵兰的签证同样不可用于进入申根区。

## 旅行文件
北欧五国的旅客可以使用护照或身份证进入格陵兰，而其余旅客则必须持有护照。格陵兰与申根区之间直达旅行不会检查旅行文件，但旅客仍被推荐携带相关材料。